# Red.es
Red.es, oficialmente Entidad Pública Empresarial Red.es, M.P., es una empresa pública española dependiente de la Secretaría de Estado de Digitalización e Inteligencia Artificial. Su principal fin es ejecutar determinados proyectos para el impulso de la transformación digital de empresas, sociedad y administraciones, interactuando con comunidades autónomas, diputaciones, entidades locales y el sector privado.

## Actuación

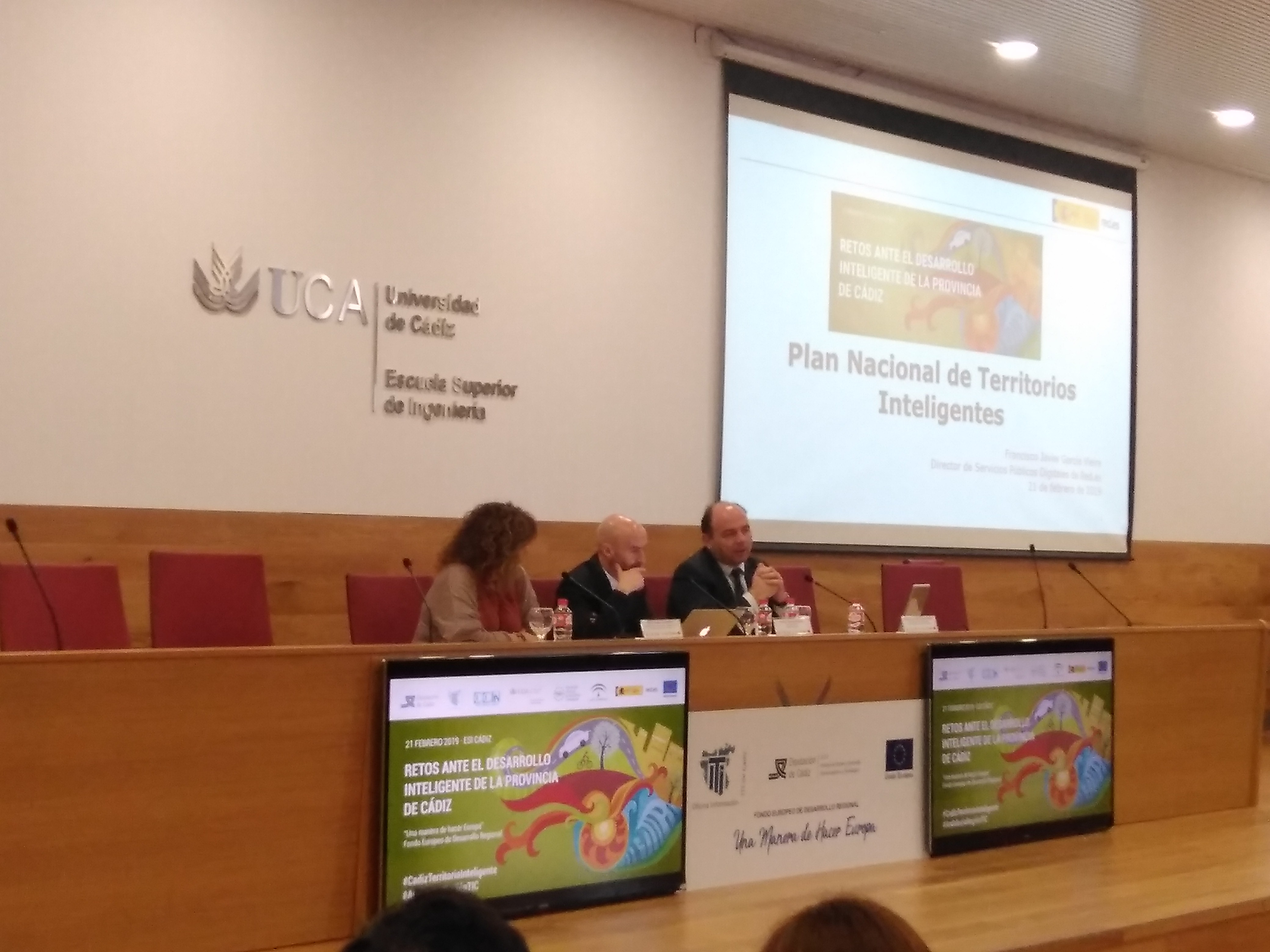
Presentación de la Dirección de Servicios Públicos Digitales de Red.es

Red.es tiene el objetivo de fomentar y desarrollar la sociedad de la información en España de acuerdo a las iniciativas del Plan Avanza y el Plan Avanza 2, para lograr la convergencia tecnológica con Europa y entre las comunidades autónomas. Para conseguir este objetivo, ejecuta proyectos definidos en la estrategia de la Secretaría de Estado de Telecomunicaciones y para la Sociedad de la Información (SETSI), trabajando conjuntamente con las administraciones locales y el sector privado, incidiendo en diferentes ámbitos como son:
- Fomentar el uso de las tecnologías de la información y la comunicación (TIC).
- Incrementar la competitividad y el crecimiento económico.
- Mejorar la calidad de vida de los ciudadanos.
- Evitar el riesgo de exclusión digital, promoviendo la igualdad social y regional.

Esta entidad pública intenta seguir la línea de otras naciones en el ámbito de las telecomunicaciones, promoviendo el uso de las TIC a través de la red. Para ello se han desarrollado distintas iniciativas a través del Plan Avanza tales como el desarrollo de la TDT y de los servicios de hogar digital, ciudades digitales y acceso a las TIC para colectivos especiales de ciudadanos. Esto lo ha promovido Red.es en el marco de su participación como oficina técnica de la ponencia de diseño del Plan Avanza dentro del Consejo Asesor de Telecomunicaciones.

## Programas
Algunos de los programas que ejecuta red.es cuentan con financiación procedente de los Programas Operativos del FEDER, que pretenden dar un fuerte impulso a la disponibilidad y utilización de las telecomunicaciones y las tecnologías de la información, poniendo en marcha servicios y desplegando infraestructuras de redes y acceso a Internet de banda ancha en los ámbitos de mayor necesidad y cercanía al ciudadanos (como por ejemplo, escuelas, bibliotecas, entornos rurales…), así como creando contenidos digitales e implementando servicios que faciliten el acceso de los ciudadanos a la sociedad de la información. Con la ejecución de estos programas se pretende que todos los ciudadanos tengan acceso a la sociedad de la información, adquieran los conocimientos necesarios para ejercer ese acceso y encuentren servicios y contenidos de utilidad para su vida cotidiana. 
- Red.es gestiona RedIRIS la red de comunicaciones avanzada de las universidades y centros públicos de investigación españoles, que permite que éstos dispongan de la conectividad y servicios de red necesarios para colaborar de forma remota con centros ubicados en distintas ciudades y países. RedIRIS presta además diversos servicios telemáticos a sus instituciones afiliadas (movilidad, autenticación, listas de distribución, seguridad, grid, multimedia, organización de eventos, etc.)

- Asimismo, con el fin de disponer de toda la información necesaria para la toma de decisiones correctas en el ámbito de la sociedad de la información, así como para el estudio de los indicadores que den cuenta de su labor tanto ante los ciudadanos españoles como ante las autoridades de la Unión Europea, red.es gestiona el Observatorio de las Telecomunicaciones y de la Sociedad de la Información (ONTSI), órgano colegiado de carácter consultivo adscrito a la Entidad Pública Empresarial, cuyos estudios generales y sectoriales, así como una amplia selección de indicadores, se publican regularmente.

- Además, red.es tiene encomendada la gestión de registro de los nombres de dominio bajo el código ".es", de acuerdo con la política de registros que determine la Secretaría de Estado de Telecomunicaciones y para la sociedad de la información.